# Чехонь
Чехо́нь (лат. Pelecus cultratus) — вид стайных полупроходных рыб семейства карповых, единственный вид рода Pelecus.

## Народные названия
Чухонь, чеша, чешка, шабля, сабляница, боковня.

## Описание
Максимальная длина тела 60 см, а масса — 2 кг.
Тело длинное и узкое, сдавленное с боков, саблевидное. Окраска спины — от серовато-зеленоватого до зелёно-голубого цвета, бока серебристые, брюхо светлое, с розовым налётом. Спинной плавник серого цвета, расположен над анальным плавником. В нём 2—3 жёстких и 6—8 мягких лучей. В анальном плавнике 2—3 жёстких и 24—29 мягких лучей. Хвостовой плавник также серого цвета, вильчатый. Остальные плавники желтоватые. Рот верхний, довольно крупный. Боковая линия проходит вблизи брюха, зигзагообразная. На брюхе имеется киль, непокрытый чешуёй.

## Распространение
Обитает в бассейнах Каспийского, Чёрного, Азовского, и Балтийского морей. Раньше обитала и в Аральском море. Предпочитает крупные, не заросшие водорослями реки и водохранилища и большие озёра, например, Ладожское, Айдаркуль, средняя и нижняя Волга.
Держится в дневное время в полводы или у поверхности, а к ночи опускается на более значительные глубины. С наступлением холодов спускается в ямы и омуты. Осенью и весной на реках происходит массовый ход этой рыбы.
Питается чехонь преимущественно насекомыми и их личинками, червями и молодью рыб.

## Размножение
Нерестится чехонь с начала мая до середины июня при температуре воды +12…+15 °С и выше. Плодовитость от 10 тыс. до 300 тыс. икринок. Диаметр икринок 3,8—5,9 мм.
Ценная промысловая рыба.